# Центральні та південні мішані прерії
Центральні та південні мішані прерії (ідентифікатор WWF: NA0803) — неарктичний екорегіон помірних луків, саван і чагарників, розташований в центральній частині США. Агенція з охорони довкілля США визначає цей екорегіон як Центральні Великі рівнини.

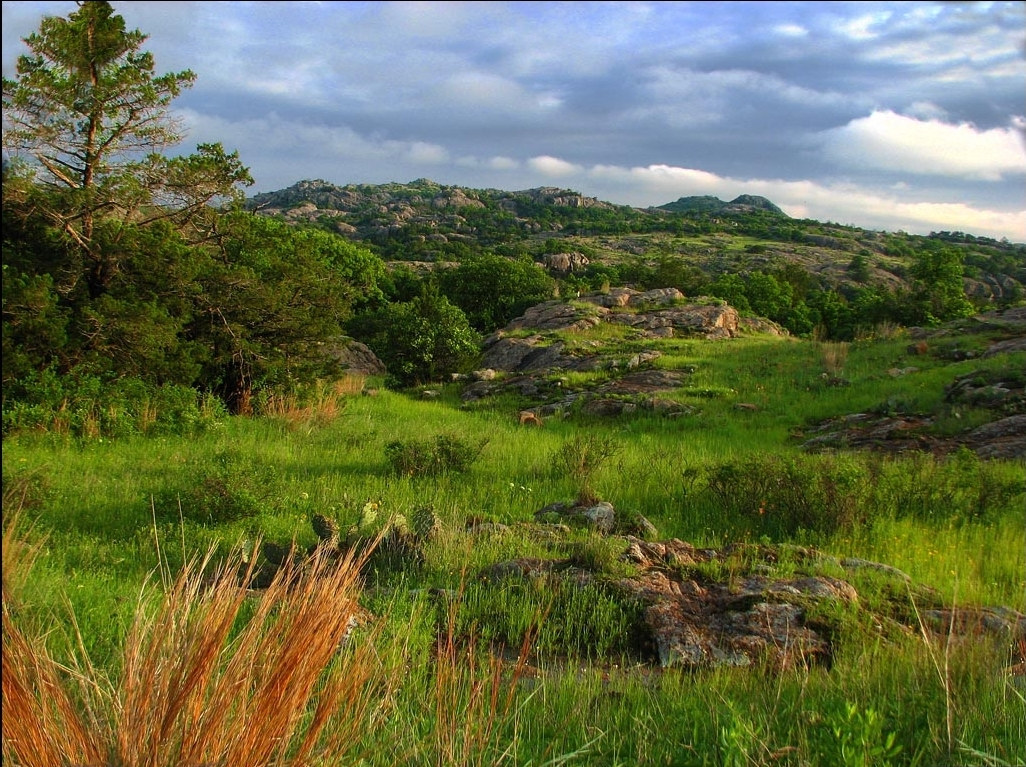
Ландшафт гір Вічіта

## Географія
Екорегіон центральних та південних мішаних прерій простягається від півдня Центральної Небраски на південь через центральні райони Канзасу та захід Центральної Оклахоми до західних районів Центрального Техасу. Рельєф регіону представлений дещо горбистими височинами, які складають центральну та східну частини Великих рівнин. Висота регіону коливається від 400 до 1220 м над рівнем моря. Тут переважають каштанові ґрунти, основу яких складають лесові відклади.
На заході екорегіон переходить у західні низькотравні прерії, на півночі — у мішані прерії Піщаних пагорбів Небраски та у північні мішані прерії, на сході — у центральні високотравні прерії та у високотравні прерії пагорбів Флінт-Гіллс, на південному сході — у перехідні лісостепи Центральних Сполучених Штатів, а на півдні — у савани Едвардського плато.

## Клімат
на більшій частині екорегіону переважає вологий субтропічний клімат (Cfa за класифікацією кліматів Кеппена), а на півночі, в Небрасці, — вологий континентальний клімат (Dfa за класифікацією Кеппена). Середня температура в регіоні коливається від 10 °C на півночі до 19 °C на півдні, а середньорічна кількість опадів — від 300 мм до 812 мм. Влітку в регіоні часто трапляються сильні грози. Через територію екорегіону проходить "Коридор торнадо", де, за статистикою, у Північній Америці найчастіше трапляються сильні смерчі.

## Флора
Основними рослинними угрупованнями екорегіону є мішані прерії, які за структурою рослинності та кількістю опадів посідають перехідне положення між більш вологими високотравними преріями, поширеними східніше, та більш сухими низькотравними преріями, поширеними західніше. Від інших екорегіонів мішаних прерій, поширених північніше, екорегіон відрізняється теплішим кліматом та значно довгим вегетаційним періодом, а від перехідних лісостепів, поширених східніше, — майже повною відсутністю дерев та кущів.
Мішані прерії регіону містять флористичні елементи як високотравних, так і низькотравних прерій та, у поєднанні з багатою різнотравною флорою, характеризуються найвищою флористичною складністю серед усіх прерієвих екорегіонів Північної Америки. Серед високих злаків, таких як високий бородачник (Andropogon gerardi) та пониклий сорговник (Sorghastrum nutans), зустрічаються середньої висоти трави, такі як мітлистий бородачник (Schizachyrium scoparium), західний пирійник (Pascopyrum smithii), короткоповисла грама (Bouteloua curtipendula) та великоцвітий кипець (Koeleria macrantha), а також низькі трави, зокрема блакитна грама (Bouteloua gracilis) та бізонова трава (Bouteloua dactyloides). Високі трави переважно поширені у вологих долинах, а середні та низькі трави, зокрема різні види грами (Bouteloua spp.), мюленбергії (Muhlenbergia spp.) та арістіди (Aristida spp.), — на вершинах пагорбів. Інтенсивний випас американських бізонів (Bison bison), а наразі переважно великої рогатої худоби, призводить до більшого домінування невисоких трав.
Окрім злаків, у мішаних преріях регіону зростають різноманітні осоки та багате різнотрав'я. Серед трав'янистих рослин, що зустрічаються в регіоні, слід відзначити голоколосу амброзію (Ambrosia psilostachya), прерієвий полин (Artemisia frigida), довгоголову ратібіду (Ratibida columnifera), червону сферомальву (Sphaeralcea coccinea) та червону енотеру (Oenothera suffrutescens). Дерев та кущів в регіоні зустрічається дуже мало. Подекуди тут зустрічаються посухостійкі види мескітових дерев (Prosopis spp.) та опунцій (Opuntia spp.). За останні століття у преріях регіону поширилися інвазивні немісцеві рослини, такі як безостий стоколос (Bromus inermis), покрівельний стоколос (Bromus tectorum) та лучний тонконіг (Poa pratensis), а у деяких районах — віргінський яловець (Juniperus virginiana).
Максимальне різноманіття рослин спостерігається приблизно в середині вегетаційного періоду, коли рослинна біомаса доволі рівномірно розподіляється між більш холодолюбними видами, що починають квітнути раніше, та теплолюбними видами, що починають квітнути пізніше. Посуха може зменшити щільність та площу поширення невисоких трав на 70-80 %, різнотрав'я — майже на 100 %. Основними факторами порушень в екорегіоні є пожежі, посухи та випас великих травоїдних тварин, причому пожежі відіграють тут менш помітну роль, ніж у високотравних преріях. До появи в регіоні американських колоністів інтервал між пожежами, що спалахували у преріях, становив приблизно 5-10 років. Причинами пожеж були удари блискавки та підпали, які навмисне здійснювалися корінними американцями.

## Фауна
В межах екорегіону зустрічається 88 видів ссавців та близько 230 видів птахів. Серед поширених в екорегіоні ссавців слід відзначити білохвостого оленя (Odocoileus virginianus), чорнохвостого оленя (Odocoileus hemionus), койота (Canis latrans), руду рись (Lynx rufus), звичайну лисицю (Vulpes vulpes), американського корсака (Vulpes velox), довгохвосту ласицю (Neogale frenata), смугастого скунса (Mephitis mephitis), східного плямистого скунса (Spilogale putorius), звичайного ракуна (Procyon lotor), північноамериканську котофредку (Bassariscus astutus), американського борсука (Taxidea taxus), великовухого зайця (Lepus californicus), флоридського кролика (Sylvilagus floridanus), дев'ятипоясного броненосця (Dasypus novemcinctus) та віргінського опосума (Didelphis virginiana). На берегах річок та озер поширені канадські бобри (Castor canadensis), канадські видри (Lontra canadensis), річкові візони (Neogale vison) та болотяні ондатри (Ondatra zibethicus). 
У преріях регіону зустрічаються різноманітні гризуни, зокрема чорнохвості лучні собачки (Cynomys ludovicianus), тринадцятисмугі ховрахи (Ictidomys tridecemlineatus), ховрахи Франкліна (Poliocitellus franklinii), плямисті ховрашки (Xerospermophilus spilosoma), рівнинні гофери (Geomys bursarius), щетинясті хом'якомишки (Chaetodipus hispidus), південні кактусові хом'яки (Neotoma micropus), рівнинні торбомиші (Perognathus flavescens), прерієві полівки (Microtus ochrogaster), прерієві врожайниці (Reithrodontomys montanus), білочереві коникоїдки (Onychomys leucogaster), кенгурові стрибуни Орда (Dipodomys ordii), майже ендемічні техаські кенгурові стрибуни (Dipodomys elator), лисячі вивірки (Sciurus niger) та канадські голкошерсти (Erethizon dorsatum).
Колись по високотравним преріям регіону блукали стада рівнинних бізонів (Bison bison bison), на яких полювали рівнинні вовки (Canis lupus nubilus). Обидва види були винищені в регіоні, однак бізони пізніше були реінтродуковані в заповідниках.
Серед поширених в екорегіоні птахів слід відзначити рідкісного лучного тетерука (Tympanuchus cupido), прерієвого канюка (Buteo swainsoni), прерієвого сокола (Falco mexicanus), американського сича (Athene cunicularia), батрамію (Bartramia longicauda), рубіновогорлого колібрі (Archilochus colubris), мексиканського тирана (Tyrannus forficatus), рогатого жайворонка (Eremophila alpestris), прерієвого багновця (Ammodramus savannarum), потюка (Chondestes grammacus), корибіга (Calamospiza melanocorys), чорногрудого подорожника (Calcarius ornatus), прерієвого подорожника (Rhynchophanes mccownii), очеретяного чінголо (Peucaea cassinii), рудоголового пінсона (Aimophila ruficeps), західного шпаркоса (Sturnella neglecta), гоглу (Dolichonyx oryzivorus) та лускуна (Spiza americana). В чагарниках на півдні регіону мешкають рідкісні чорноголові віреони (Vireo atricapilla). Водно-болотні угіддя екорегіону, зокрема Шаєнські болота в центральній частині Канзасу та річка Платт в Небрасці є важливими місцями, де зупиняються різноманітні водоплавні та коловодні птахи, які мігрують Центральним пролітним шляхом. Щороку в заплавах річки Платт збираються понад 500 000 канадських журавлів (Antigone canadensis) — близько 80 % світової популяції цього виду.
Герпетофауна екорегіону включає рівнинного сцинка (Plestiodon obsoletus), малу безвуху ящірку (Holbrookia maculata), рівнинну чорноголову змію (Tantilla nigriceps), рівнинну підв'язкову змію (Thamnophis radix) та прерієвого гримучника (Crotalus viridis). Серед інших тварин, що зустрічаються в екорегіоні, слід відзначити скорпіона Centruroides vittatus.

## Збереження
Більшість прерій екорегіону були перетворені на сільськогосподарські угіддя, і лише від 5 до 13 % від їх колишньої площі перебувають у відносно незайманому стані. В Оклахомі та Техасі приблизно 90 % екорегіону були перетворені на орні землі або пасовища. У Канзасі та Небрасці близько 60 % території регіону займає рілля, а близько 35 % — пасовища. Екстенсивне розорання цілинних прерій призвело до екологічної катастрофи, коли у 1930-х роках під час масштабних пилових бур значна частина верхнього шару ґрунту була здута вітром.
Оцінка 2017 року показала, що 1568 км², або 1 % екорегіону, є заповідними територіями. Природоохоронні території включають: 
- Оклахома — Національний природний заповідник гір Вічіта[en], які включають гори Вічіта[en], та Національний природний заповідник Солоних рівнин[en], яке включає озеро Великої Солоної рівнини[en];
- Небраска — Державний парк річки Платт[en] поблизу Луїсвілла та Зону управління водно-болотних угідь Дощових западин[en];
- Канзас — Національний природний заповідник Ківіра[en] поблизу Стаффорда, Природну зону Шаєнських боліт[en], а також кілька менших заповідників у горбогір'ях Ред-Гіллс[en] та Смокі-Гіллс[en].